# Syzygium petraeum
Syzygium petraeum är en myrtenväxtart som beskrevs av Friedrich Ludwig Diels. Syzygium petraeum ingår i släktet Syzygium och familjen myrtenväxter. Inga underarter finns listade i Catalogue of Life.